# Voievodatul Mazovia
Voievodatul Mazovia (în poloneză województwo mazowieckie) este o regiune administrativă în centrul Poloniei, fiind cel mai întins și cel mai populat voievodat al țării. Capitala voievodatului este orașul Varșovia, capitala Poloniei. 

## Orașe
Voievodatul conține 85 de orașe. Acestea sunt enumerate mai jos în ordinea descrescătoare a populației (în conformitate cu cifrele oficiale pentru 2006 ):
1. Varșovia (1,700,536)

2. Radom (226,372)

3. Płock (127,307)

4. Siedlce (77,047)

5. Pruszków (55,387)

6. Ostrołęka (53,758)

7. Legionowo (50,698)

8. Ciechanów (45,902)

9. Otwock (43,247)

10. Żyrardów (41,161)

11. Sochaczew (37,925)

12. Mińsk Mazowiecki (37,808)

13. Piaseczno (37,508)

14. Wołomin (36,711)

15. Mława (29,702)

16. Nowy Dwór Mazowiecki (27,545)

17. Grodzisk Mazowiecki (27,055)

18. Wyszków (27,010)

19. Ząbki (24,422)

20. Marki (23,376)

21. Piastów (23,273)

22. Ostrów Mazowiecka (22,560)

23. Płońsk (22,233)

24. Pionki (19,788)

25. Pułtusk (19,229)

26. Gostynin (19,119)

27. Sierpc (18,791)

28. Sulejówek (18,676)

29. Kozienice (18,541)

30. Sokołów Podlaski (18,419)

31. Józefów (18,353)

32. Kobyłka (17,897)

33. Zielonka (17,180)

34. Przasnysz (17,069)

35. Konstancin-Jeziorna (16,579)

36. Garwolin (16,072)

37. Łomianki (15,744)

38. Milanówek (15,660)

39. Grójec (14,990)

40. Węgrów (12,606)

41. Błonie (12,259)

42. Szydłowiec (12,030)

43. Brwinów (11,968)

44. Góra Kalwaria (11,130)

45. Warka (11,028)

46. Karczew (10,396)

47. Maków Mazowiecki (9,880)

48. Żuromin (8,647)

49. Ożarów Mazowiecki (8,237)

50. Zwoleń (8,176)

51. Radzymin (7,864)

52. Nasielsk (7,364)

53. Białobrzegi (7,320)

54. Tłuszcz (7,283)

55. Łosice (7,252)

56. Łochów (6,452)

57. Przysucha (6,245)

58. Mszczonów (6,231)

59. Lipsko (5,826)

60. Iłża (5,165)

61. Łaskarzew (4,908)

62. Raciąż (4,752)

63. Pilawa (4,196)

64. Gąbin (4,137)

65. Żelechów (4,016)

66. Skaryszew (3,989)

67. Tarczyn (3,886)

68. Nowe Miasto nad Pilicą (3,832)

69. Podkowa Leśna (3,824)

70. Serock (3,721) 
71. Halinów (3,369)

72. Zakroczym (3,367)

73. Glinojeck (3,052)

74. Myszyniec (3,014)

75. Drobin (2,980)

76. Kałuszyn (2,905)

77. Chorzele (2,783)

78. Wyszogród (2,772)

79. Różan (2,661)

80. Mogielnica (2,461)

81. Kosów Lacki (2,135)

82. Bieżuń (1,874)

83. Brok (1,859)

84. Mordy (1,840)

85. Wyśmierzyce (889) 